# Ґьотц Гайдар Алі
Ґетц Гайдар Алі (нім. Götz Haydar Aly, * 3 травня 1947, Гайдельберг) — німецький історик і публіцист, дослідник націонал-соціалізму, зокрема питання евтаназії під час Третього Райху, економічної політики нацистів, Голокосту.

## Біографія
Нащадок османського військовополоненого Фрідріха Алі, який від 1686 року служив при дворі прусського короля.
Закінчив народну школу та гімназію, навчаючись у Гайдельберґу (1954—1956), Леонберґу (1956—1962) та Мюнхені (1962—1967). Матуру одержав у гімназії Курта Губерта в Мюнхені 1967 року. У 1967—1968 роках студіював у Німецькій школі журналістів (Мюнхен). Із 1968 по 1971 роки вивчав історію й політологію у Вільному університеті Берліна. Дипломну роботу захистив 21 грудня 1971 року.
Після університету працював директором притулку в районі Берлін-Шпандау. У 1976 році через прихильність до ідей студентського руху 1968 року на рік був усунутий зі своєї посади. 13 липня 1978 року захистив докторську дисертацію з фаху «політологія». З кінця 1970-х років був одним із засновників і перших співробітників берлінської газети «Tageszeitung». Із 1997 по 2001 роки редактор часопису Berliner Zeitung. Співпрацював також із Frankfurter Allgemeine Zeitung.
У 1994 році захистив габілітаційну дисертацію у Вільному університеті Берліна. З 2004 по 2006 роки працював гостьовим професором із міждисциплінарних досліджень Голокосту в Інституті ім. Фріца Бауера. У 2006 році на пропозицію федерального президента Німеччини Горста Келлера на п'ять років очолив Раду фундації Єврейського музею в Берліні.

## Наукова діяльність
Головною темою досліджень Алі стала історія Голокосту, надто у зв'язку з розслідуванням щодо евтаназії під час Третього Райху, що проводилося в 1981 році в Гамбурґу. Найперше його цікавили не так ідеологічні моменти (расова ідеологія, антисемітизм), як раціональні причини. Свої міркування щодо економічних і демографічних мотивів зародження Голокосту історик виклав у книзі «Ідейні попередники знищення» (Vordenker der Vernichtung), написаній у співавторстві із Сузанною Гайм та опублікованій у 1991 році. Праця викликала широку наукову дискусію, матеріали якої з'явилися у виданні "Політика винищення" (Vernichtungspolitik, 1991).
Дослідження Алі «Остаточне розв'язання єврейського питання» (Endlösung, 1995), де було використано неопубліковані документи, а сам Голокост розглядався як частина нацистської "політики переселення", здобуло схвальну оцінку фахівців, зокрема таких істориків, як Ганс Моммзен (Hans Mommsen), Рауль Гільберґ (Raul Hilberg). У 2005 році Алі видав працю «Народна держава Гітлера» (Hitlers Volksstaat), що була сприйнята неоднозначно. На основі статистичних даних Третього Райху автор довів, що Голокост став у першу чергу масовим убивством із метою пограбування. На грабунку німецьких та австрійських євреїв нажилися всі прошарки тодішнього німецького суспільства. Захоплення чужої власності — від заводів і фірм до звичайних домашніх пожитків — один з основних мотивів підтримки широкими народними масами тоталітарно-терористичного режиму НСДАП.
У 2007 році Алі став одним із видавців 16-томного корпусу джерел про переслідування євреїв у Німеччині під час нацистської диктатури, де публікувалися як приватні свідчення, так й офіційні державні та партійні документи. Фінансувало видання Німецьке наукове співтовариство.  2010 року Алі відійшов від цього проєкту.
Неоднозначну реакцію викликало твердження Алі про те, що Магатма Ґанді був "другом" нацистської Німеччини. На пресконференції у зв'язку з контроверсійною виставкою «Третій світ під час Другої світової війни» («Die Dritte Welt im Zweiten Weltkrieg») він заявив про спробу організаторів обійти тему співпраці з нацизмом у контексті "третього світу". Крім того, Алі прирівняв масові зґвалтування німецьких жінок радянськими солдатами до подібних ексцесів із боку британських і французьких окупаційних військ у Південно-Західній Німеччині. Із критикою такої заяви історика виступив представник британських ветеранів Денніс Ґудвін (Dennis Goodwin) у газеті Дейлі Телеграф.

## Праці
- Unser Kampf. 1968 — ein irritierter Blick zurück, 2008, ISBN 978-3-10-000421-5 (Інтерв'ю [Архівовано 24 вересня 2016 у Wayback Machine.])
- Die Verfolgung und Ermordung der europäischen Juden durch das nationalsozialistische Deutschland 1933 — 1945, Bd. 1: Deutsches Reich 1933—1937, Hrsg.: Götz Aly, Wolf Gruner, Susanne Heim, Ulrich Herbert, Hans Dieter Kreikamp, Horst Möller, Dieter Pohl, Hartmut Weber; Oldenbourg Verlag, München 2007, 811 S., Gebunden, ISBN 3-486-58480-4, Рецензія (нім.) [Архівовано 8 вересня 2011 у Wayback Machine.]
- Mit Michael Sontheimer: Fromms — Wie der jüdische Kondomfabrikant Julius F. unter die deutschen Räuber fiel. S. Fischer Verlag, Frankfurt/M. 2007, 220 S., ISBN 3-10-000422-1
- Als Hrsg.: Volkes Stimme. Skepsis und Führervertrauen im Nationalsozialismus. Fischer TB Verlag, Frankfurt a. M. 2006; 224 Seiten, ISBN 3-596-16881-3 (Рецензія Harald Welzer in: Die Zeit, Nr. 48, 23. November 2006)
- Hitlers Volksstaat. Raub, Rassenkrieg und nationaler Sozialismus, 2005, ISBN 3-89331-607-8 (Bundeszentrale für Politische Bildung), ISBN 3-10-000420-5 (Fischer)
- Im Tunnel. Das kurze Leben der Marion Samuel 1931—1943, 2004, ISBN 3-596-16364-1
- Mit Christian Gerlach: Das letzte Kapitel. Der Mord an den ungarischen Juden, 2004, ISBN 3-596-15772-2 (Рецензія [Архівовано 13 жовтня 2007 у Wayback Machine.])
- Rasse und Klasse. Nachforschungen zum deutschen Wesen, 2003, ISBN 3-10-000419-1
- Macht, Geist, Wahn. Kontinuitäten deutschen Denkens, 1999 (спершу 1997), ISBN 3-596-13991-0
- «Endlösung». Völkerverschiebung und der Mord an den europäischen Juden, 1999 (спершу 1995), ISBN 3-596-50231-4
- Mit Susanne Heim: Das Zentrale Staatsarchiv in Moskau («Sonderarchiv»). Rekonstruktion und Bestandsverzeichnis verschollen geglaubten Schriftguts aus der NS-Zeit, Düsseldorf 1992
- Demontage…: Revolutionärer oder restaurativer Bildersturm?, 1992, ISBN 3-87956-183-4
- Mit Susanne Heim: Vordenker der Vernichtung. Auschwitz und die deutschen Pläne für eine neue europäische Ordnung, 2004 (спершу 1991), ISBN 3-596-11268-0
- Mit Monika Aly, Morlind Tumler: Kopfkorrektur oder Der Zwang gesund zu sein, 1991, ISBN 3-88022-063-8
- Aktion T4 1939—1945. Die «Euthanasie»-Zentrale in der Tiergartenstraße 4, 1989, ISBN 3-926175-66-4
- Mit Peter Chroust und Hans-Dieter Heilmann Biedermann und Schreibtischtäter. Materialien zur deutschen Täter- Biographie, 1987, ISBN 3-88022-953-8
- Mit Karl Heinz Roth: Die restlose Erfassung. Volkszählen, Identifizieren, Aussondern im Nationalsozialismus, 2000 (спершу 1984), ISBN 3-596-14767-0